# Stenamma orousseti
Stenamma orousseti är en myrart som beskrevs av Casevitz-weulersse 1990. Stenamma orousseti ingår i släktet Stenamma och familjen myror. Inga underarter finns listade i Catalogue of Life.